# Assaad Hardan
Assaad Hardan (né à Rachaya en 1951) est un homme politique libanais.

## Carrière
Il rejoint en 1968 le Parti nationaliste social syrien et en devient le chef du Bureau politique central, après un rôle très controversé lors de la guerre civile.
Il est élu depuis 1992 député grec-orthodoxe de Marjeyoun Hasbaya et a été nommé à plusieurs reprises au gouvernement : ministre d’État sans portefeuille entre 1990 et 1992 (gouvernements de Omar Karamé et Rachid Solh), ministre du Travail entre 1995 et 1998 et entre 2003 et 2004 (gouvernements de Rafiq Hariri).
Il est l’une des principales figures prosyriennes de la politique libanaise.
Il rencontre Hassan Nasrallah en avril 2010.